# Saint-Pardoux-la-Croisille
Saint-Pardoux-la-Croisille este o comună în departamentul Corrèze din centrul Franței. În 2009 avea o populație de 170 de locuitori.

## Evoluția populației
| An        | 1975 | 1982 | 1990 | 1999 | 2006 | 2009 |
| --------- | ---- | ---- | ---- | ---- | ---- | ---- |
| Populație | 176  | 168  | 173  | 157  | 167  | 170  |